# 戟叶火绒草
戟叶火绒草（学名：Leontopodium dedekensii）为菊科火绒草属的植物。分布在缅甸以及中国大陆的西藏、湖南、甘肃、贵州、云南、陕西、四川等地，生长于海拔1,400米至3,500米的地区，常生于干燥灌丛、亚高山的针叶林、干燥草地、高山和草地。

## 别名
火艾、火草（云南）、白蒿（大理）

## 异名
- Leontopodium dedekensii (Bur. et Franch.) Beauv. var. microcalathinum Ling